# Israel Hayom
Israel Hayom (en hebreu: ישראל היום) (en català: Israel Avui) (en anglès: Israel Today) és un diari nacional israelià de franc, escrit en hebreu, va ser publicat per primera vegada el 2007. Té la major circulació diària del país.

## Història de la publicació
Israel Hayom va ser llançat el 30 de juliol de 2007, i va competir directament amb un diari de franc rival, anomenat Israeli. Aquell mateix any, l'editor del diari Maariv, Dan Margalit, va deixar el diari per escriure per a Israel Hayom. Una edició de cap de setmana va ser llançada a l'octubre de 2009.
El 2014, la publicació Israel Hayom, va comprar les empreses audiovisuals Makor Rishon i Nrg. En aquell mateix any, es creu que el magnat Sheldon Adelson, va invertir almenys 50 milions de dolars americans en el diari Israel Hayom.
El suport del senyor Sheldon Adelson, al Primer ministre Binyamín Netanyahu, va portar als seus opositors polítics al parlament israelià, (la Knesset), i aquests van tirar avant una proposta de llei que prohibia la distribució lliure de diaris de franc a Israel. Presentada com una proposta de llei destinada a prevenir la competència deslleial, i per salvar a la indústria de la premsa escrita, els crítics de la proposta de llei, van dir que el diari feria a la lliure empresa, i que aquesta proposició de llei, era un tímid intent vetllat de perjudicar a Sheldon Adelson, i que aquesta proposició de llei, estava motivada per causes polítiques, ja que el diari Israel Hayom, era l'únic diari gratuït, distribuït a nivell nacional.
La proposta de llei, va passar una primera lectura al parlament, però no va tirar endavant. El 2016, l'advocat d'Adelson, va anunciar que malgrat que tothom creia que el Sr. Adelson era el propietari del diari, no ho era, ja que aquest diari era propietat d'un familiar del Sr. Adelson.

## Orientació política del diari
El 2008, un estudi de Moran Rada, que va ser publicat per la publicació The Seventh Eye, va mostrar que mentre que els diaris competidors cobrien la campanya política del Primer ministre d'Israel, Binyamín Netanyahu, en uns termes no gaire bons, la cobertura que va oferir d'aquesta mateixa campanya, el diari Israel Hayom, estava inclinada a favor de la candidatura de Netanyahu, en la major part d'articles i editorials, i que el diari va triar evitar esdeveniments que no promovien una imatge positiva del Sr. Netanyahu, mentre que d'altra banda, s'inflaven i exageraven els esdeveniments que ajudaven a promoure a Netanyahu i al seu partit, el Likkud.
Oren Persico, va arribar a la mateixa conclusió després de les eleccions parlamentàries d'Israel de 2009, va escriure com durant la campanya electoral, el diari Israel Hayom, va publicar tan sols un article crític amb el partit polític Likkud, i aquest mateix diari va publicar desenes d'articles crítics amb el partit Kadima.

## Nom popular del diari
El nom popular del diari Israel Hayom és "Bibiton", una combinació del nom del Primer ministre israelià, Binyamín Netanyahu (anomenat "Bibi") pels seus amics, amb la paraula hebrea per a diari, "Iton". Mentre que estava en l'oficina del primer ministre, Ehud Olmert va criticar al diari Israel Hayom. El periodista Ben-Dror Yemini, ha descrit al diari com una publicació amb un capital il·limitat, i amb una agenda política. El 2016, la publicació va recolzar formalment la candidatura a la presidència dels Estats Units, del president Donald Trump.

## Quota de mercat
Al juliol de 2010, el diari Israel Hayom, va sobrepassar a la publicació Yedioth Ahronoth, en una enquesta. Segons un sondeig de mercat, publicat el 2016, el diari Israel Hayom té un percentatge de lectors del 39,7 % per cent, durant els dies laborables de la setmana, el diari Yedioth Ahronoth té un 34,9 % per cent, Israel Post té un 7,2 % per cent, Globes té un 4,6 % per cent, Maariv té un 3,9 % per cent, i el diari Haaretz té igualment un percentatge de lectors del 3,9 % per cent.
Al gener de 2016, citant registres interns de la publicació Israel Hayom, el diari Haaretz va revelar que entre 2007 i 2014, el diari va perdre una xifra aproximada de 730 milions de nous séquels israelians (NIS) (uns $190 milions de dòlars dels Estats Units), aquesta xifra dona com a resultat, un nou séquel israelià perdut per cada còpia impresa del diari.